# Agaricia incrustans
Ne doit pas être confondu avec agaricus incrustans.
Espèce
Agaricia incrustans est une espèce de coraux appartenant à la famille des Agariciidae.